# Stopplaats Crisman
Stopplaats Crisman (telegrafische code: cm) is een voormalig stopplaats aan de Spoorlijn Deventer - Ommen, destijds geëxploiteerd door de OLDO. De stopplaats lag ten noorden van Raalte en ten westen van het dorp Luttenberg, tussen de stopplaatsen Posthoorn en Linderte. Stopplaats Crisman werd geopend op 1 oktober 1910 en gesloten op 15 mei 1926.